# Sommer-Universiade 2017/Schwimmen
Bei der Sommer-Universiade 2017 wurden vom 20. bis 27. August 2017 insgesamt 42 Wettbewerbe im Schwimmen durchgeführt.

## Ergebnisse Männer

### 50 m Freistil
| Platz | Name                              | Nation             | Zeit (s) |
| ----- | --------------------------------- | ------------------ | -------- |
| 1     | Ari-Pekka Liukkonen               | Finnland           | 22,02    |
| 2     | Italo Manzine Amaral Duarte Garof | Brasilien          | 22,05    |
| 2     | Katsumi Nakamura                  | Japan              | 22,05    |
| 4     | Lorenzo Zazzeri                   | Italien            | 22,13    |
| 5     | Aleksei Brianskii                 | Russland           | 22,18    |
| 6     | David Cumberlidge                 | Großbritannien     | 22,39    |
| 6     | Ryan Held                         | Vereinigte Staaten | 22,39    |
| 8     | Konrad Czerniak                   | Polen              | 22,41    |

### 100 m Freistil
| Platz | Name                         | Nation             | Zeit (s) |
| ----- | ---------------------------- | ------------------ | -------- |
| 1     | Ryan Held                    | Vereinigte Staaten | 48,36    |
| 2     | Kacper Majchrzak             | Polen              | 48,38    |
| 3     | Katsumi Nakamura             | Japan              | 48,63    |
| 4     | Gabriel da Silva Santos      | Brasilien          | 48,84    |
| 5     | Maxime Rooney                | Vereinigte Staaten | 49,16    |
| 6     | Pedro Henrique Silva Spajari | Brasilien          | 49,17    |
| 7     | Nikita Korolev               | Russland           | 49,27    |
| 8     | Serhii Shevtsov              | Ukraine            | 49,68    |

### 200 m Freistil
| Platz | Name                     | Nation             | Zeit (min) |
| ----- | ------------------------ | ------------------ | ---------- |
| 1     | Danas Rapšys             | Litauen            | 1:45,75    |
| 2     | Kacper Majchrzak         | Polen              | 1:46,19    |
| 3     | Michail Wekowischtschew  | Russland           | 1:46,48    |
| 4     | Filippo Megli            | Italien            | 1:46,70    |
| 5     | Myles Brown              | Südafrika          | 1:47,74    |
| 6     | Andrea Mitchell D’Arrigo | Vereinigte Staaten | 1:47,85    |
| 7     | Kosuke Hagino            | Japan              | 1:48,13    |
| 8     | Jonathan Atsu            | Frankreich         | 1:48,41    |

### 400 m Freistil
| Platz | Name                     | Nation             | Zeit (min)   |
| ----- | ------------------------ | ------------------ | ------------ |
| 1     | Mychailo Romantschuk     | Ukraine            | 3:45,96 (UR) |
| 2     | Jay Lelliott             | Großbritannien     | 3:48,88      |
| 3     | Grant Shoults            | Vereinigte Staaten | 3:49,03      |
| 4     | Adam Paulsson            | Schweden           | 3:50,86      |
| 5     | Serhij Frolow            | Ukraine            | 3:51,27      |
| 6     | Jeremy Bagshaw           | Kanada             | 3:52,82      |
| 7     | Matthew Hutchins         | Neuseeland         | 3:53,00      |
| 8     | Andrea Mitchell D’Arrigo | Vereinigte Staaten | 3:57,37      |

### 800 m Freistil
| Platz | Name                 | Nation             | Zeit (min)   |
| ----- | -------------------- | ------------------ | ------------ |
| 1     | Gregorio Paltrinieri | Italien            | 7:45,76 (UR) |
| 2     | Mykhailo Romantschuk | Ukraine            | 7:46,28      |
| 3     | Sergii Frolov        | Ukraine            | 7:51,06      |
| 4     | Grant Shoults        | Vereinigte Staaten | 7:53,83      |
| 5     | Jay Lelliott         | Großbritannien     | 7:55,36      |
| 6     | Gergely Gyurta       | Ungarn             | 7:58,22      |
| 7     | Shingo Nakaya        | Japan              | 8:00,69      |
| 8     | Joris Bouchaut       | Frankreich         | 8:00,82      |

### 1500 m Freistil
| Platz | Name                 | Nation             | Zeit (min)    |
| ----- | -------------------- | ------------------ | ------------- |
| 1     | Gregorio Paltrinieri | Italien            | 14:47,75 (UR) |
| 2     | Mykhailo Romantschuk | Ukraine            | 14:57,51      |
| 3     | Gergely Gyurta       | Ungarn             | 15:01,11      |
| 4     | Shingo Nakaya        | Japan              | 15:03,06      |
| 5     | Jay Lelliott         | Großbritannien     | 15:06,51      |
| 6     | Patrick Ransford     | Vereinigte Staaten | 15:11,42      |
| 7     | Tobias Robinson      | Großbritannien     | 15:11,46      |
| 8     | Domenico Acerenza    | Italien            | 15:12,02      |

### 50 m Rücken
| Platz | Name              | Nation             | Zeit (s) |
| ----- | ----------------- | ------------------ | -------- |
| 1     | Shane Ryan        | Irland             | 24,72    |
| 2     | Justin Ress       | Vereinigte Staaten | 24,73    |
| 3     | Youngjun Won      | Südkorea           | 25,06    |
| 4     | Taylor Dale       | Vereinigte Staaten | 25,15    |
| 5     | Tomasz Polewka    | Polen              | 25,18    |
| 6     | Nikita Ulyanov    | Russland           | 25,20    |
| 7     | Benjamin Treffers | Australien         | 25,21    |
| 8     | Apostolos Chris   | Griechenland       | 25,27    |

### 100 m Rücken
| Platz | Name               | Nation             | Zeit (s) |
| ----- | ------------------ | ------------------ | -------- |
| 1     | Justin Ress        | Vereinigte Staaten | 53,29    |
| 2     | Kosuke Hagino      | Japan              | 54,12    |
| 3     | Danas Rapšys       | Litauen            | 54,17    |
| 4     | Shane Ryan         | Irland             | 54,35    |
| 5     | Benjamin Treffers  | Australien         | 54,39    |
| 6     | Apostolos Christou | Griechenland       | 54,49    |
| 7     | Taylor Dale        | Vereinigte Staaten | 54,53    |
| 8     | Markus Thormeyer   | Kanada             | 54,90    |

### 200 m Rücken
| Platz | Name                  | Nation             | Zeit (min) |
| ----- | --------------------- | ------------------ | ---------- |
| 1     | Danas Rapšys          | Litauen            | 1:56,52    |
| 2     | Austin Katz           | Vereinigte Staaten | 1:56,70    |
| 3     | Roman Larin           | Russland           | 1:57,29    |
| 4     | Kosuke Hagino         | Japan              | 1:57,77    |
| 5     | Andrei Shabasov       | Russland           | 1:58,16    |
| 6     | Martin Binedell       | Südafrika          | 1:58,17    |
| 7     | Robert Owen           | Vereinigte Staaten | 1:58,52    |
| 8     | Christopher Ciccarese | Italien            | 2:00,52    |

### 50 m Brust
| Platz | Name                        | Nation             | Zeit (s) |
| ----- | --------------------------- | ------------------ | -------- |
| 1     | Ilya Shymanovich            | Belarus            | 27,39    |
| 2     | Erik Skagius                | Schweden           | 27,49    |
| 3     | Fabian Schwingenschlögl     | Deutschland        | 27,63    |
| 4     | Andrew Wilson               | Vereinigte Staaten | 27,64    |
| 5     | Dmitriy Balandin            | Kasachstan         | 27,65    |
| 6     | Darragh Greene              | Irland             | 27,76    |
| 7     | Felipe Hidekazu Kage Monni  | Brasilien          | 27,81    |
| 8     | Raphael de Oliveira Rodrigu | Brasilien          | 27,93    |

### 100 m Brust
| Platz | Name                | Nation             | Zeit (min) |
| ----- | ------------------- | ------------------ | ---------- |
| 1     | Ilja Schymanowitsch | Belarus            | 1:00,15    |
| 1     | Andrew Wilson       | Vereinigte Staaten | 1:00,15    |
| 3     | Dmitri Balandin     | Kasachstan         | 1:00,17    |
| 4     | Yannick Käser       | Schweiz            | 1:00,35    |
| 5     | Rustam Gadirow      | Russland           | 1:00,68    |
| 6     | Jacob Montague      | Vereinigte Staaten | 1:00,93    |
| 7     | Andrius Šidlauskas  | Litauen            | 1:00,95    |
| 8     | Marcin Stolarski    | Polen              | 1:01,30    |

### 200 m Brust
| Platz | Name            | Nation             | Zeit (min) |
| ----- | --------------- | ------------------ | ---------- |
| 1     | Andrew Wilson   | Vereinigte Staaten | 2:08,45    |
| 2     | Dmitri Balandin | Kasachstan         | 2:09,70    |
| 3     | Rustam Gadirow  | Russland           | 2:09,72    |
| 4     | Mikhail Dorinov | Russland           | 2:09,92    |
| 5     | Yannick Käser   | Schweiz            | 2:10,37    |
| 6     | Rintaro Okubo   | Japan              | 2:10,72    |
| 7     | William Licon   | Vereinigte Staaten | 2:10,75    |
| 8     | Mamoru Mori     | Japan              | 2:12,93    |

### 50 m Schmetterling
| Platz | Name                      | Nation    | Zeit (s) |
| ----- | ------------------------- | --------- | -------- |
| 1     | Andrij Howorow            | Ukraine   | 22,90    |
| 2     | Andrei Schilkin           | Russland  | 23,40    |
| 3     | Henrique De Souza Martins | Brasilien | 23,54    |
| 3     | Andrij Chlopzow           | Ukraine   | 23,54    |
| 5     | Konrad Czerniak           | Polen     | 23,62    |
| 6     | Nakao Shunichi            | Japan     | 23,65    |
| 7     | Marcus Schlesinger        | Israel    | 23,80    |
| 8     | Alexander Sadownikow      | Russland  | 23,87    |

### 100 m Schmetterling
| Platz | Name                   | Nation    | Zeit (s) |
| ----- | ---------------------- | --------- | -------- |
| 1     | Alexander Sadownikow   | Russland  | 51,81    |
| 2     | Andrij Chlopzow        | Ukraine   | 51,91    |
| 3     | Henrique Martins       | Brasilien | 51,96    |
| 4     | Konrad Czerniak        | Polen     | 52,00    |
| 5     | Yuki Kobori            | Japan     | 52,09    |
| 6     | Bence Pulai            | Ungarn    | 52,56    |
| 7     | Vinicius Moreira Lanza | Brasilien | 52,59    |
| 8     | Oleksii Ivanov         | Ukraine   | 52,60    |

### 200 m Schmetterling
| Platz | Name               | Nation             | Zeit (min)   |
| ----- | ------------------ | ------------------ | ------------ |
| 1     | Nao Horomura       | Japan              | 1:53,90 (UR) |
| 2     | Daiya Seto         | Japan              | 1:55,09      |
| 3     | Bence Biczó        | Ungarn             | 1:56,16      |
| 4     | Leonardo de Deus   | Brasilien          | 1:56,29      |
| 5     | Aleksandr Kudashev | Russland           | 1:56,48      |
| 6     | Justin Wright      | Vereinigte Staaten | 1:57,06      |
| 7     | Aleksandr Pribytok | Russland           | 1:57,15      |
| 8     | Giacomo Carini     | Italien            | 1:58,32      |

UR = Universiade Rekord

### 200 m Lagen
| Platz | Name                | Nation         | Zeit (min)   |
| ----- | ------------------- | -------------- | ------------ |
| 1     | Kosuke Hagino       | Japan          | 1:57,35 (UR) |
| 2     | Daiya Seto          | Japan          | 1:58,73      |
| 3     | Joe Litchfield      | Großbritannien | 1:59,36      |
| 4     | Andrey Zhilkin      | Russland       | 2:00,26      |
| 5     | Aleksandr Osipenko  | Russland       | 2:01,11      |
| 6     | Michal Poprawa      | Polen          | 2:01,17      |
| 7     | Giovanni Sorriso    | Italien        | 2:01,35      |
| 8     | Kenneth King Him To | Hongkong       | 2:01,64      |

### 400 m Lagen
| Platz | Name                    | Nation             | Zeit (min)   |
| ----- | ----------------------- | ------------------ | ------------ |
| 1     | Daiya Seto              | Japan              | 4:11,98 (UR) |
| 2     | Kosuke Hagino           | Japan              | 4:15,44      |
| 3     | Aleksandr Osipenko      | Russland           | 4:16,63      |
| 4     | Gergely Gyurta          | Ungarn             | 4:17,70      |
| 5     | Dawid Szwedzki          | Polen              | 4:18,11      |
| 6     | Adam Paulsson           | Schweden           | 4:18,83      |
| 7     | Sean Grieshop           | Vereinigte Staaten | 4:21,60      |
| 8     | Jonathan Richar Roberts | Vereinigte Staaten | 4:25,50      |

UR = Universiade Rekord

### 4 × 100 m Freistil Staffel
| Platz | Namen                                                                                                 | Nation             | Zeit (min) |
| ----- | --- | ------------------ | ---------- |
| 1     | Maxime Rooney Ryan Held Justin Ress Justin Lynch                                                      | Vereinigte Staaten | 3:14,01    |
| 2     | Lorenzo Zazzeri Ivano Vendrame Alex Di Giorgio Alessandro Miressi                                     | Italien            | 3:15,24    |
| 3     | Michail Wekowischtschew Andrei Arbusow Sergei Fessikow Nikita Korolew                                 | Russland           | 3:15,78    |
| 4     | Katsumi Nakamura Katsuhiro Matsumoto Reo Sakata Yuki Kobori                                           | Japan              | 3:16,43    |
| 4     | Kacper Majchrzak Pawel Sendyk Mateusz Wysoczynski Konrad Czerniak                                     | Polen              | 3:16,43    |
| 6     | Gabriel Da Silva Santos Pedro Henrique Silva Spajari Leonardo Plama Alcover Henrique De Souza Martins | Brasilien          | 3:16,51    |
| 7     | Shane Ryan Calum Bain David Prendergast Jordan Sloan                                                  | Irland             | 3:19,39    |
| 8     | Myles Brown Zane Waddell Clayton Jimmie Ryan Coetzee                                                  | Südafrika          | 3:20,67    |

### 4 × 200 m Freistil Staffel
| Platz | Namen                                                                         | Nation             | Zeit (min) |
| ----- | ----------------------------------------------------------------------------- | ------------------ | ---------- |
| 1     | Kautsuhiro Matsumoto Reo Sakata Yuki Kobori Kosuke Hagino                     | Japan              | 7:08,45    |
| 2     | Andrea Mitchell D’Arrigo Maxime Rooney Grat Shoults Jonathan Roberts          | Vereinigte Staaten | 7:12,19    |
| 3     | Viacheslav Andrusenko Elisei Stepanov Ernest Maksumov Michail Wekowischtschew | Russland           | 7:13,47    |
| 4     | Filippo Megli Alex Di Giorgio Fabio Lombini Alessio Proietti Colonna          | Italien            | 7:16,22    |
| 5     | Mateusz Wysoczynski Rafal Bugdol Michal Poprawa Kacper Majchrzak              | Polen              | 7:17,54    |
| 6     | Jonathan Atsu Lorys Bourelly Alexandre Derache Roman Fuchs                    | Frankreich         | 7:19,79    |
| 7     | Jeremy Soong Ji Bagshaw Markus Thormeyer Tristan Cote Luke Reilly             | Kanada             | 7:22,89    |
| 8     | Ting-yao An Yu-lian Wang Yen-hsin Huang Hsing-Hao Wang                        | Chinesisch Taipeh  | 7:23,22    |

### 4 × 100 m Lagen Staffel
| Platz | Namen                                                                                                | Nation             | Zeit (min) |
| ----- | --- | ------------------ | ---------- |
| 1     | Justin Ress Andrew Wilson Justin Lynch Ryan Held                                                     | Vereinigte Staaten | 3:33,27    |
| 2     | Roman Larin Rustam Gadirov Alexander Sadownikow Michail Wekowischtschew                              | Russland           | 3,34,85    |
| 3     | Kosuke Hagino Mamoru Mori Yuki Kobori Katsumi Nakamura                                               | Japan              | 3:34,88    |
| 4     | Tomasz Polewka Marcin Stolarski Konrad Czerniak Kacper Majchrzak                                     | Polen              | 3:36,34    |
| 5     | Leonardo Gomes de Deus Raphael de Oliveira Rodrigu Henrique de Souza Martins Gabriel da Silva Santos | Brasilien          | 3:36,71    |
| 6     | Matteo Milli Andrea Toniato Giacomo Carini Lorenzo Zazzeri                                           | Italien            | 3:37,13    |
| 7     | Danas Rapsys Andrius Šidlauskas Tadas Duskinas Povilas Strazdas                                      | Litauen            | 3:37,37    |
| 8     | Shan Ryan Darragh Greene Brendan Hyland Jordan Sloan                                                 | Irland             | 3:37,97    |

### 10 km Freiwasser
| Platz | Name                 | Nation      | Zeit (h)  |
| ----- | -------------------- | ----------- | --------- |
| 1     | Gregorio Paltrinieri | Italien     | 1:54:52,4 |
| 2     | Sören Meißner        | Deutschland | 1:55:01,5 |
| 3     | Krzysztof Pielowski  | Polen       | 1:55:19,6 |
| 4     | Allan do Carmo       | Brasilien   | 1:55:24,2 |
| 5     | Kirill Belyaev       | Russland    | 1:57:06,8 |
| 6     | Vitaliy Khudyakov    | Kasachstan  | 1:57:13,6 |
| 7     | Victor Colonese      | Brasilien   | 1:57:15,2 |
| 8     | Taiki Nonaka         | Japan       | 1:57:20,3 |

## Ergebnisse Frauen

### 50 m Freistil
| Platz | Name                               | Nation             | Zeit (s) |
| ----- | ---------------------------------- | ------------------ | -------- |
| 1     | Caroline Baldwin                   | Vereinigte Staaten | 25,02    |
| 2     | Marija Kamenewa                    | Russland           | 25,08    |
| 3     | Katrina Konopka                    | Vereinigte Staaten | 25,21    |
| 4     | Graciele Herrmann                  | Brasilien          | 25,26    |
| 5     | Kaho Okano                         | Japan              | 25,29    |
| 6     | Lucrezia Raco                      | Italien            | 25,30    |
| 7     | Alessandra Chri Harrison Marchioro | Brasilien          | 25,38    |
| 8     | Chihiro Igarashi                   | Japan              | 25,47    |

### 100 m Freistil
| Platz | Name                        | Nation             | Zeit (s) |
| ----- | --------------------------- | ------------------ | -------- |
| 1     | Siobhan Haughey             | Hongkong           | 54,10    |
| 2     | Marija Kamenewa             | Russland           | 54,37    |
| 3     | Arina Opjonyschewa          | Russland           | 54,89    |
| 4     | Katerine Savard             | Kanada             | 54,98    |
| 5     | Larissa Martins de Oliveira | Brasilien          | 55,00    |
| 6     | Veronica Burchill           | Vereinigte Staaten | 55.04    |
| 7     | Aglaia Pezzato              | Italien            | 55,35    |
| 7     | Caroline Baldwin            | Vereinigte Staaten | 55,35    |

### 200 m Freistil
| Platz | Name                  | Nation             | Zeit (min)   |
| ----- | --------------------- | ------------------ | ------------ |
| 1     | Siobhan Haughey       | Hongkong           | 1:56,71 (UR) |
| 2     | Katherine Drabot      | Vereinigte Staaten | 1:57,61      |
| 3     | Arina Opjonyschewa    | Russland           | 1:58,53      |
| 4     | Manuella Duarte Lyrio | Brasilien          | 1:58,64      |
| 5     | Claire Rasmus         | Vereinigte Staaten | 1:58,74      |
| 6     | Katerine Savard       | Kanada             | 1:59,21      |
| 7     | Anastasia Guzhenkova  | Russland           | 1:59,44      |
| 8     | Joanna Lyann Evans    | Bahamas            | 2:00,70      |

### 400 m Freistil
| Platz | Name               | Nation             | Zeit (min)   |
| ----- | ------------------ | ------------------ | ------------ |
| 1     | Sarah Köhler       | Deutschland        | 4:03,96 (UR) |
| 2     | Joanna Lyann Evans | Bahamas            | 4:08,52      |
| 3     | Sierra Schmidt     | Vereinigte Staaten | 4:09,82      |
| 4     | Simona Quadarella  | Italien            | 4:10,49      |
| 5     | Kaersten Meitz     | Vereinigte Staaten | 4:10,84      |
| 6     | Kiah Melverton     | Australien         | 4:12,42      |
| 7     | Julia Hassler      | Liechtenstein      | 4:13,20      |
| 8     | Kennedy Goss       | Kanada             | 4:13,88      |

### 800 m Freistil
| Platz | Name               | Nation             | Zeit (min)   |
| ----- | ------------------ | ------------------ | ------------ |
| 1     | Simona Quadarella  | Italien            | 8:20,54 (UR) |
| 2     | Sarah Köhler       | Deutschland        | 8:21,67      |
| 3     | Joanna Lyann Evans | Bahamas            | 8:31,18      |
| 4     | Kiah Melverton     | Australien         | 8:32,46      |
| 5     | Camilla Hattersley | Großbritannien     | 8:32,84      |
| 6     | Julia Hassler      | Liechtenstein      | 8:32,86      |
| 7     | Hannah Moore       | Vereinigte Staaten | 8:36,64      |
| 8     | Kaersten Meitz     | Vereinigte Staaten | 8:40,30      |

### 1500 m Freistil
| Platz | Name                  | Nation             | Zeit (min)    |
| ----- | --------------------- | ------------------ | ------------- |
| 1     | Simona Quadarella     | Italien            | 15:57,90 (UR) |
| 2     | Sarah Köhler          | Deutschland        | 15:59,85      |
| 3     | Hannah Moore          | Vereinigte Staaten | 16:11,68      |
| 4     | Kiah Melverton        | Australien         | 16:15,83      |
| 5     | Julia Hassler         | Liechtenstein      | 16:22,12      |
| 6     | Viviane Jungblut      | Brasilien          | 16:22,48      |
| 7     | Yukimi Moriyama       | Japan              | 16:23,18      |
| 8     | Giulia Gabbrielleschi | Vereinigte Staaten | 16:27,92      |

### 50 m Rücken
| Platz | Name             | Nation             | Zeit (s) |
| ----- | ---------------- | ------------------ | -------- |
| 1     | Kira Toussaint   | Niederlande        | 28,07    |
| 1     | Alexandra DeLoof | Vereinigte Staaten | 28,07    |
| 3     | Hannah Stevens   | Vereinigte Staaten | 28,14    |
| 4     | Maria Kameneva   | Russland           | 28,25    |
| 5     | Alicja Tchorz    | Polen              | 28,32    |
| 6     | Sian Whittaker   | Australien         | 28,35    |
| 7     | Hanbyeol Park    | Südkorea           | 28,63    |
| 8     | Irina Prikhodko  | Russland           | 28,86    |

### 100 m Rücken
| Platz | Name             | Nation             | Zeit (min) |
| ----- | ---------------- | ------------------ | ---------- |
| 1     | Sian Whittaker   | Australien         | 1:00,14    |
| 2     | Hannah Stevens   | Vereinigte Staaten | 1:00,23    |
| 3     | Anna Konishi     | Japan              | 1:00,33    |
| 4     | Alexia Zevnik    | Kanada             | 1:00,78    |
| 5     | Alexandra DeLoof | Vereinigte Staaten | 1:01,22    |
| 6     | Kira Toussaint   | Niederlande        | 1:01,30    |
| 7     | Polina Lapshina  | Russland           | 1:01,37    |
| 8     | Carlotta Zofkova | Italien            | 1:01,57    |

### 200 m Rücken
| Platz | Name                | Nation             | Zeit (min) |
| ----- | ------------------- | ------------------ | ---------- |
| 1     | Sian Whittaker      | Australien         | 2:09,50    |
| 2     | Alexia Zevnik       | Kanada             | 2:09,92    |
| 3     | Bridgette Alexander | Vereinigte Staaten | 2:10,30    |
| 4     | Asia Seidt          | Vereinigte Staaten | 2:10,31    |
| 5     | Magherita Panziera  | Italien            | 2:10,34    |
| 6     | Mackenzie Glover    | Kanada             | 2:10,69    |
| 7     | Lisa Graf           | Deutschland        | 2:11,78    |
| 8     | Mayuko Goto         | Japan              | 2:12,76    |

### 50 m Brust
| Platz | Name               | Nation             | Zeit (s) |
| ----- | ------------------ | ------------------ | -------- |
| 1     | Andrea Cottrell    | Vereinigte Staaten | 30,77    |
| 2     | Leiston Pickett    | Australien         | 30,82    |
| 3     | Jessica Eriksson   | Schweden           | 31,50    |
| 4     | Maria Liver        | Ukraine            | 31,50    |
| 5     | Dominika Sztandera | Polen              | 31,59    |
| 6     | Miranda Tucker     | Vereinigte Staaten | 31,60    |
| 7     | Jessica Steiger    | Deutschland        | 31,92    |
| 8     | Hyejin Kim         | Südkorea           | 32,03    |

### 100 m Brust
| Platz | Name                | Nation             | Zeit (min) |
| ----- | ------------------- | ------------------ | ---------- |
| 1     | Kanako Watanabe     | Japan              | 1:06,85    |
| 2     | Reona Aoki          | Japan              | 1:07,36    |
| 3     | Andrea Cottrell     | Vereinigte Staaten | 1:07,37    |
| 4     | Tatjana Schoenmaker | Südafrika          | 1:07:44    |
| 5     | Miranda Tucker      | Vereinigte Staaten | 1:07:90    |
| 6     | Leiston Pickett     | Australien         | 1:08,21    |
| 7     | Maria Temnikova     | Russland           | 1:08,29    |
| 8     | Hyejin Kim          | Südkorea           | 1:09,24    |

### 200 m Brust
| Platz | Name                | Nation             | Zeit (min) |
| ----- | ------------------- | ------------------ | ---------- |
| 1     | Kanako Watanabe     | Japan              | 2:24,15    |
| 2     | Tatjana Schoenmaker | Südafrika          | 2:24,61    |
| 3     | Maria Temnikova     | Russland           | 2:24,73    |
| 4     | Kayla Brumbaum      | Vereinigte Staaten | 2:24,91    |
| 5     | Jiwon Yang          | Südkorea           | 2:25,88    |
| 6     | Reona Aoki          | Japan              | 2:27,75    |
| 7     | Jessica Steiger     | Deutschland        | 2:28,31    |
| 8     | Sofia Andreeva      | Russland           | 2:30,01    |

### 50 m Schmetterling
| Platz | Name                | Nation             | Zeit (s) |
| ----- | ------------------- | ------------------ | -------- |
| 1     | Aliena Schmidtke    | Deutschland        | 26,16    |
| 2     | Elena Di Liddo      | Italien            | 26,50    |
| 3     | Yukina Hirayama     | Japan              | 26,51    |
| 4     | Rachael Kelly       | Großbritannien     | 26,53    |
| 5     | Anna Dowgiert       | Polen              | 26,63    |
| 6     | Hellen Moffitt      | Vereinigte Staaten | 26,69    |
| 7     | Katerine Savard     | Kanada             | 26,70    |
| 8     | Kathryn Mc Laughlin | Vereinigte Staaten | 26,91    |

### 100 m Schmetterling
| Platz | Name                | Nation             | Zeit        |
| ----- | ------------------- | ------------------ | ----------- |
| 1     | Hellen Moffitt      | Vereinigte Staaten | 58,75 s     |
| 2     | Elena Di Liddo      | Italien            | 58,81 s     |
| 3     | Rachael Kelly       | Großbritannien     | 58,90 s     |
| 4     | Kinge Zandringa     | Niederlande        | 58,92 s     |
| 5     | Kathryn Mc Laughlin | Vereinigte Staaten | 59,33 s     |
| 6     | Daiene Dias         | Brasilien          | 59,50 s     |
| 7     | Yukina Hirayama     | Japan              | 59,62 s     |
| 8     | Aliena Schmidtke    | Deutschland        | 1:00,37 min |

### 200 m Schmetterling
| Platz | Name               | Nation             | Zeit (min) |
| ----- | ------------------ | ------------------ | ---------- |
| 1     | Ella Eastin        | Vereinigte Staaten | 2:08,21    |
| 2     | Martina van Berkel | Schweiz            | 2:11,32    |
| 3     | Nida Eliz Üstündağ | Türkei             | 2:11,40    |
| 4     | Aurora Petronio    | Italien            | 2:11,50    |
| 5     | Jinyoung Park      | Südkorea           | 2:11,75    |
| 6     | Klaudia Naziębło   | Polen              | 2:12,47    |
| 7     | Isobel Grant       | Großbritannien     | 2:12,72    |
| 8     | Laura Taylor       | Australien         | 2:12,74    |

### 200 m Lagen
| Platz | Name             | Nation             | Zeit (min)   |
| ----- | ---------------- | ------------------ | ------------ |
| 1     | Yui Ōhashi       | Japan              | 2:10,03 (UR) |
| 2     | Ella Eastin      | Vereinigte Staaten | 2:11,12      |
| 3     | Seoyeong Kim     | Südkorea           | 2:11,62      |
| 4     | Miho Teramura    | Japan              | 2:11,85      |
| 5     | Sarah Darcel     | Kanada             | 2:13,18      |
| 6     | Evelyn Verrasztó | Ungarn             | 2:13,31      |
| 7     | Brooke Forde     | Vereinigte Staaten | 2:13,43      |
| 8     | Barbora Závadová | Tschechien         | 2:16,34      |

### 400 m Lagen
| Platz | Name             | Nation             | Zeit (min) |
| ----- | ---------------- | ------------------ | ---------- |
| 1     | Yui Ōhashi       | Japan              | 4:34,40    |
| 2     | Allyson McHugh   | Vereinigte Staaten | 4:40,22    |
| 3     | Seoyeong Kim     | Südkorea           | 4:41,52    |
| 4     | Sarah Darcel     | Kanada             | 4:42,07    |
| 5     | Brooke Forde     | Vereinigte Staaten | 4:44,04    |
| 6     | Barbora Závadová | Tschechien         | 4:44,30    |
| 7     | Réka György      | Ungarn             | 4:44,78    |
| 8     | Carlotta Toni    | Italien            | 4:47,35    |

### 4 × 100 m Freistil Staffel
| Platz | Name                                                                               | Nation             | Zeit (min) |
| ----- | ---------------------------------------------------------------------------------- | ------------------ | ---------- |
| 1     | Katerine Savard Jacqueline Keire Sarah Fournier Alexia Zevnik                      | Kanada             | 3:39,21    |
| 2     | Maria Kamenewa Polina Lapschina Anastassija Guschenkowa Arina Opjonyschewa         | Russland           | 3:39,39    |
| 3     | Caroline Baldwin Claire Rasmus Katrina Konopka Veronica Burchill                   | Vereinigte Staaten | 3:40,09    |
| 4     | Lucy Hope Jessica Jackson Kathryn Greenslade Anna Hopkin                           | Großbritannien     | 3:40,86    |
| 5     | Larissa Martins De Oliveira Marchio Harrison Manuella Lyrio Daynara Lopes Ferreira | Brasilien          | 3:41,52    |
| 6     | Chihiro Igarashi Rika Omoto Ayu Iwamoto Kanako Watanabe                            | Japan              | 3:41,88    |
| 7     | Aglaia Pezzato Paola Biagioli Rachele Ceracchi Laura Letrari                       | Italien            | 3:42,71    |
| 8     | Assia Touati Alizee Morel Cassandra Petit Marion Abert                             | Frankreich         | 3:43,56    |

### 4 × 200 m Freistil Staffel
| Platz | Name                                                                                        | Nation             | Zeit (min) |
| ----- | ------------------------------------------------------------------------------------------- | ------------------ | ---------- |
| 1     | Anastassija Guschenkowa Walerija Salamatina Marija Baklakowa Arina Opjonyschewa             | Russland           | 7:55,28    |
| 2     | Claire Rasmus Katherine Drabot Kathryn Mc Laughlinh Ella Eastin                             | Vereinigte Staaten | 7:55,32    |
| 3     | Chihiro Igarashi Rika Omoto Wakaba Tsuyuuchi Yui Ōhashi                                     | Japan              | 7:59,59    |
| 4     | Kathryn Greenslade Camilla Hattersley Jessica Jackson Lucy Hope                             | Großbritannien     | 8:00,93    |
| 5     | Jacqueline Keire Katerine Savard Danica Ludlow Kennedy Goss                                 | Kanada             | 8:01,00    |
| 6     | Linda Caponi Laura Letrari Rachele Ceracchi Erica Musso                                     | Italien            | 8:03,96    |
| 7     | Laura Taylor Gemma Cooney Kiah Melverton Abbey Harkin                                       | Australien         | 8:04,76    |
| 8     | Manuella Duarte Lyrio Larissa Martins de Olveira Maria Mangabeira Heitmann Viviane Jungblut | Brasilien          | 8:05,37    |

### 4 × 100 m Lagen Staffel
| Platz | Name                                                                        | Nation             | Zeit (min) |
| ----- | --------------------------------------------------------------------------- | ------------------ | ---------- |
| 1     | Anna Konishi Kanako Watanabe Yukina Hirayama Chihiro Igarashi               | Japan              | 4:00,24    |
| 2     | Hannah Stevens Andrea Cottrell Hellen Moffitt Caroline Baldwin              | Vereinigte Staaten | 4:00,49    |
| 3     | Carlotta Zofkova Giulia Verona Elena Di Liddo Aglaia Pezzato                | Italien            | 4:02,40    |
| 4     | Sian Whittaker Leiston Pickett Gemma Cooney Abbey Harkin                    | Australien         | 4:03,58    |
| 5     | Alexia Zevnik Kelsey Wog Katerine Savard Jacqueline Keire                   | Kanada             | 4:03,99    |
| 6     | Marija Kameneva Marija Temnikowa Anastassija Guschenkowa Arina Opjonyschewa | Russland           | 4:04,07    |
| 7     | Lisa Graf Jessica Steiger Aliena Schmidtke Sarah Köhler                     | Deutschland        | 4:05,76    |
| 8     | Alicja Tchorz Dominika Sztandera Klaudia Naziębło Anna Dowgiert             | Polen              | 4:05,95    |

### 10 km Freiwasser
| Platz | Name                  | Nation     | Zeit (h)  |
| ----- | --------------------- | ---------- | --------- |
| 1     | Anna Olasz            | Ungarn     | 2:04:12,2 |
| 2     | Giulia Gabbrielleschi | Italien    | 2:04:17,9 |
| 3     | Adeline Furst         | Frankreich | 2:04:23,1 |
| 4     | Viviane Jungblut      | Brasilien  | 2:04:39,3 |
| 5     | Onon Somenek          | Ungarn     | 2:04:40,8 |
| 6     | Barbara Pozzobon      | Italien    | 2:04:42,8 |
| 7     | Yukimi Moriyama       | Japan      | 2:04:49,5 |
| 8     | Maria Novikova        | Russland   | 2:05:05,0 |